# Pennsylvania-Reading Seashore Lines
Le Pennsylvania-Reading Seashore Lines (sigle AAR: PRSL) était un chemin de fer américain de classe I en opération dans le sud du New Jersey au XXe siècle. C'était une coentreprise du Pennsylvania Railroad (PRR) et de la Reading Company (RDG).

## Les raisons de la création du PRSL
Au début du XXe siècle, la côte sud du New Jersey et la ville d'Atlantic City étaient les lieux de villégiatures préférés des habitants de la région de Philadelphie toutes classes confondues. La popularité de cette région fut rendue possible grâce au chemin de fer qui permettait un transport rapide et bon marché entre les villes où les gens travaillaient et la côte où ils venaient s'amuser.

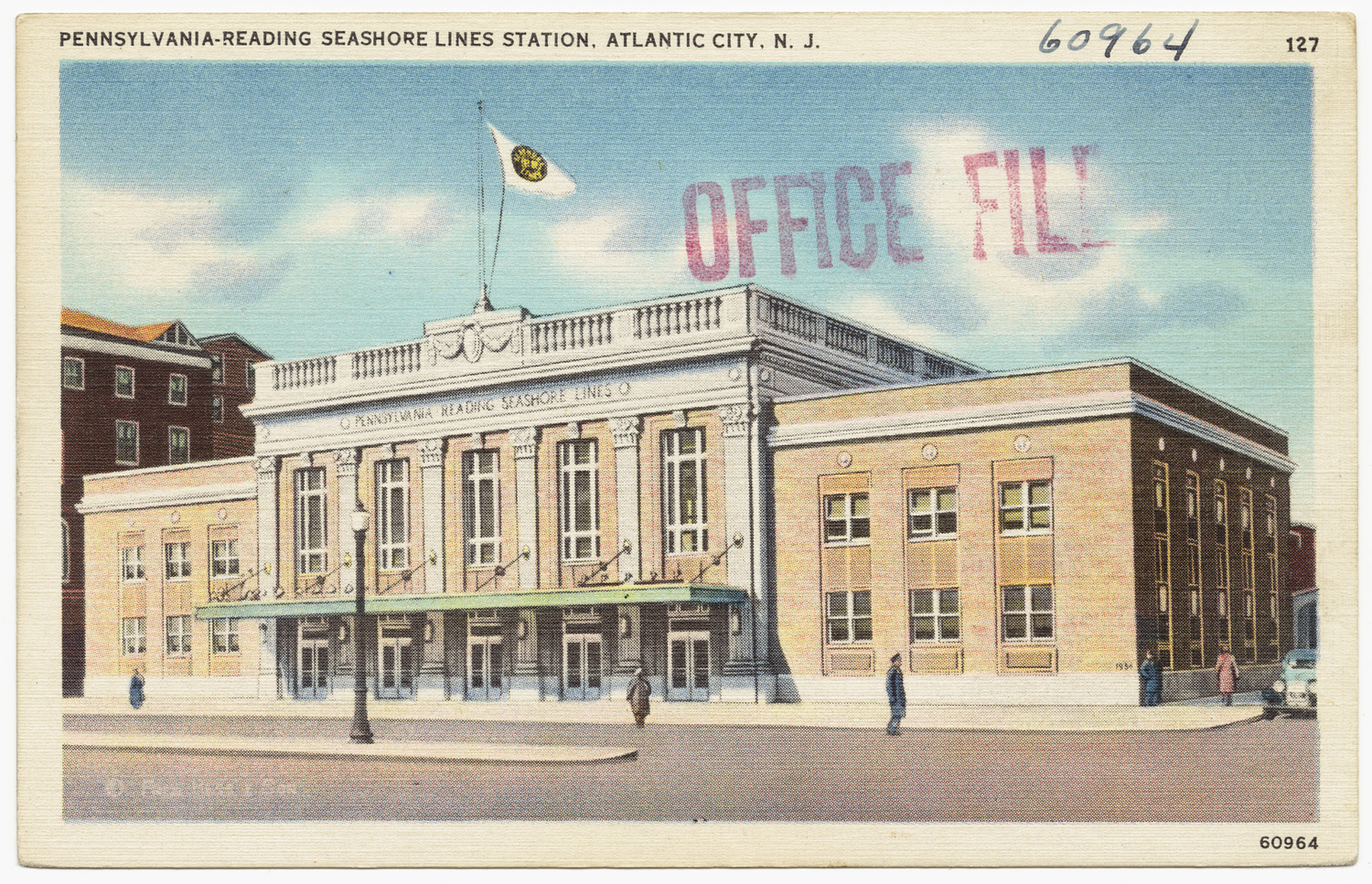
Gare d'Atlantic City.

Philadelphie était reliée par ferries à Camden d'où partaient deux compagnies de chemin de fer vers la côte sud du New Jersey. La compétition était féroce. Dans les années 1920, le West Jersey and Seashore Railroad (filiale du Pennsylvania) et l'Atlantic City Railroad (filiale du Reading) pouvaient se vanter d'avoir des trains parmi les plus rapides du monde. Ces trains faisaient la course pour être le premier à arriver à destination. Cette compétition était favorisée du fait que les 2 lignes concurrentes n'étaient distantes que de quelques dizaines de mètres l'une de l'autre en de nombreux endroits. Sur les lignes de Cape May, les trains restaient en vue l'un de l'autre sur une distance de 18 km entre Cape May Court House et Cape May. Sur les derniers 8 km de Cape May, les voies n'étaient distantes que de 15 m .
Le 1er juillet 1926, le Delaware River Bridge (devenu le pont Benjamin-Franklin) fut ouvert; il permettait de relier Philadelphie à Camden. Au cours des années 1920 et 1930, l'État du New Jersey construisit des routes à proximité des lignes de chemin de fer. Cela augmenta la circulation des automobiles, des autobus et des camions, et diminua les profits des compagnies ferroviaires.
Le 4 mars 1931, le service public de régulation du New Jersey ordonna aux 2 compagnies de regrouper leurs lignes situées dans le sud du New Jersey en une seule compagnie. Le Consolidation Agreement décréta que le Pennsylvania Railroad aurait les 2/3 du nouvel ensemble, et le Reading le tiers restant. Le Pennsylvania-Reading Seashore Lines fut constitué le 25 juin 1933. Mais à l'après guerre, le développement de l'automobile et la construction de l'autoroute Atlantic City Expressway, poussa non seulement les gens à préférer leurs voitures aux trains, mais aussi à abandonner Atlantic City au profit de destinations plus exotiques. Si bien qu'à la fin des années 1960, l'ancienne ligne Camden and Atlantic Main Line fut réduite par le New Jersey Department of Transportation à un service de train de banlieue, avec des autorails Budd RDC entre Lindenwold (sur la PATCO Line et Atlantic City.
Malgré la faillite de ses 2 propriétaires, le P-RSL resta profitable. Le 1er avril 1976, Conrail racheta le P-RSL.

## Histoire des prédécesseurs du PRSL

### Le West Jersey & Seashore Railroad (PRR)
Le 4 mai 1896, le Pennsylvania Railroad fusionna toutes ses lignes situées dans le sud du New Jersey pour former le West Jersey and Seashore Railroad. Ses lignes partaient de la gare de Federal Street Terminal à Camden.
La ligne principale allait vers Atlantic City, et d'autres zones côtières via Winslow Junction; une seconde ligne allait vers Millville via Woodbury. La ligne était électrifiée en 650 V continu, soit par un troisième rail soit par une caténaire.
Des embranchements reliaient Woodbury à Salem, et Glassboro à Bridgeton.
La ligne du WJ&S via Woodbury était un exemple d'innovation en matière d'électrification. L'électrification entre Newfield et Atlantic City prit fin le 26 septembre 1931. La seule portion électrifiée dont hérita le P-RSL, était celle située entre Millville et Camden destinée aux trains de banlieue du WJ&S.

### L'Atlantic City Railroad (Reading)
La ligne à voie étroite de l'Atlantic City Railroad (initialement connu sous le nom de Philadelphia & Atlantic City Railway) fut constituée au cours des années 1800, et reliait Camden à Atlantic City.
Le 1er avril 1889, le Philadelphia & Reading Railway fusionna toutes ses compagnies du sud du New Jersey dans l'Atlantic City Railroad (ACRR).
Le 14 juin 1901, l'Atlantic City Railroad (ACRR) fusionna avec les 3 réseaux suivant : 
- Le Camden County Railroad: reliant Camden à Grenloch
- L'Ocean City Railroad: reliant Ocean City Junction à Ocean City
- Le Seacoast Railroad: reliant Winslow Junction à Cape May, et Tuckahoe à Sea Isle City.

Le Williamstown Railroad, qui reliait Mullica Hill à Atco, et qui avait été racheté par le Reading en 1883, fut fusionné avec l'ACRR.
L'Atlantic City Railroad, filiale de la Reading Company, avait une ligne qui partait de Kaighn's Point Terminal pour atteindre Winslow Junction, où la ligne se séparait en plusieurs branches pour relier Atlantic City, Ocean City, Wildwood, et Cape May. Une ligne allait vers Grenloch via le Gloucester Bramch. L'embranchement de Williamstown Branch partait de Williamstown Junction (sur la ligne principale d'Atlantic City) pour atteindre Mullica Hill au sud et Atco au nord.
En juillet 1930, l'ACRR prit le contrôle du Wildwood & Delaware Bay Short Line Railroad qui desservait Wildwood Junction à Wildwood. L'ACRR, devenu PRSL en 1933, le fusionna en 1934.
En avril 1932, l'ACRR acheta le Stone Harbor Railroad qui reliat Cape May Court House à Stone Harbor. Le PRSL le fusionna en 1936.
En juin 1933, l'Interstate Commerce Commission autorisa l'abandon de la ligne principale située à l'est de Winslow Junction au profit de la ligne du PRR qui lui était parallèle; de plus la compagnie pouvait utiliser la gare du PRR à Camden.
Le 15 juillet 1933, suivant la décision du Consolidation Agreement, l'Atlantic City Railroad loua le West Jersey & Seashore Railroad, et l'ensemble adopta le nom de Pennsylvania-Reading Seashore Lines.

## Les trains de voyageurs

### À partir du 24 juin 1934
- Boardwalk Flyer - Train no 159 (lounge car) départ Camden 3:08 PM, arrivée Atlantic City 4:05 PM
- Rocket - Train no 165 (lounge car) départ Camden 4:08 PM, arrivée Atlantic City 5:05 PM
- Quaker City Express - Train no 120 (lounge car) départ Atlantic City 7:10 AM, arrivée Camden 8:07 AM

### À partir du 22 juin 1941
- Atlantic City Angler – Train no 103 départ Camden 5:23 AM, arrivée Atlantic City 6:30 AM
- Boardwalk arrow – Train no 1003 (Buffet Parlor Car) départ Philadelphie 6:45 AM, arrivée Atlantic City 8:10 AM
- The Flying Eagle – Train no 1007 (Parlor Car) départ Philadelphie 8:50 AM, arrivée Atlantic City 10:15 AM
- The Flying Cloud – Train no 1009 (Parlor Car) départ Philadelphie 9:50 AM, arrivée Atlantic City 11:10 AM
- The Sea Lion – Train no 1011 (Parlor Car) départ Philadelphie 10:50 AM, arrivée Atlantic City 12:15 PM
- The Pilot - Train no 1019 (Parlor Car) départ Philadelphie 11:15 AM, arrivée Atlantic City 12:35 PM
- The Ozone – Train no 1013 or 1023 (Parlor Car) départ Philadelphie 11:55 AM, arrivée Atlantic City 1:15 PM
- The Shore Queen – Train no 1015 (Parlor Car) départ Philadelphie 12:55, arrivée Atlantic City 2:15 PM
- The Jolly Tar – Train no 1017 (Parlor Car) départ Philadelphie 1:50 PM, arrivée Atlantic City 3:10 PM
- The Boardwalk Flyer – Train no 159 (Lounge Car) départ Camden 3:08 PM, arrivée Atlantic City 4:00 PM
- Seashore Limited - Train no 1021 (Parlor Car quotidien, Buffet Parlor Car excepté les vendredis et samedis) départ Philadelphie 3:30 PM, arrivée Atlantic City 4:55 PM
- Barnacle Bill Special – Train no 165 or 167 (Lounge Car) départ Camden 4:08 PM, arrivée Atlantic City 5:05 PM
- The Cruiser - Train no 1025 (Parlor Car et Sleeper Car) départ Philadelphie 4:25 PM, arrivée Atlantic City 5:50 PM
- The Sea Hawk – Train no 1027 (Parlor Car) départ Philadelphie 6:50 PM, arrivée Atlantic City 8:10 PM
- The Twilight - Train no 1031 (Parlor Car) départ Philadelphie 8:45, arrivée Atlantic City 10:05 PM
- The Honeymooner – Train no 1033 (Parlor Car) départ Philadelphie 10:45 PM, arrivée Atlantic City 12:10 AM (night)
- The Skipper – Train no 1002 départ Atlantic City 6:00 AM, arrivée Philadelphie 7:21 AM
- Barnacle Bill Special – Train no 116 (Lounge Car) départ Atlantic City 6:40 AM, arrivée Camden 7:37 AM
- The Cruiser – Train no 1004 (Parlor Car) départ Atlantic City 6:45 AM, arrivée Philadelphie 8:05 AM.
- The Dolphin – Train no 1006 (Parlor Car) départ Atlantic City 7:30 AM, arrivée Philadelphie 8:53 AM
- The Sea Hawk – Train no 1010 (Parlor Car) départ Atlantic City 8:40 AM, arrivée Philadelphie 10:00 AM
- The Navigator – Train no 1012 (Parlor Car et Sleeper Car) départ 10:35 AM, arrivée Philadelphia 12:05 PM
- Seashore Limited – Train no 1016 (Parlor Car quotidien, Buffet Parlor Car vers North Philadelphia en semaine) départ Atlantic City 12:45 PM, arrivée Philadelphie 2:10 PM
- The Beach Patrol – Train no 1020 (Parlor Car) départ Atlantic City 3:45 PM, arrivée Philadelphie 5:10 PM
- The Flying Cloud – Train no 1024 (Parlor Car) départ Atlantic City 4:40 PM, arrivée Philadelphie 6:05 PM
- The Flying Eagle – Train no 1026 (Parlor Car) départ Atlantic City 5:40 PM, arrivée Philadelphie 7:03 PM
- The Ocean Wave - Train no 1028 (Parlor Car) départ Atlantic City 6:45 PM, arrivée Philadelphie 8:09 PM
- The Sea Gull – Train no 1032 (Parlor Car – Buffet service) départ Atlantic City 7:50 PM, arrivée Philadelphie 9:15 PM
- Boardwalk arrow – Train no 1034 (Parlor Car) départ Atlantic City 8:40 PM, arrivée Philadelphie 10:00 PM
- The Sea Lion – Train no 1036 (Parlor Car dimanches et vacances) départ Atlantic City 9:40 PM, arrivée Philadelphie 11:03
- The Sand Piper – Train no 1038 (Parlor Car) départ 10:40 PM, arrivée Philadelphie 0:02 AM (nuit)

### Cape May County Resorts
(Cape May Court House, Wildwood, Cape May Harbor, et Cape May; Stone Harbor et Avalon par transfert en autocar à Cape May Court House)
- Fishermen’s Special – Train no 485 (dimanches et vacances) départ Camden 5:08 AM, arrivée Cape May Harbor 6:40 AM
- Fishermen’s Special – Train no 425 (autres jours) départ Camden 6:08 AM, arrivée Cape May Harbor 7:40 AM
- The Resorter – Train no 1053, départ Philadelphie 8:25 AM, arrivée Wildwood Crest 10:34, arrivée Cape May 10:32
- The Resorter – Train no 1060, départ Cape May 2:50 PM, départ Wildwood Crest 2:47 PM, arrivée Philadelphie 4:59 PM
- Fishermen’s Special – Train no 486 or 430 départ Cape May Harbor 3:50 PM, arrivée Camden 5:22 PM

### Remarques
À Philadelphie, les trains arrivaient ou partaient de Broad Street Station.
À Camden, New Jersey, les trains gagnaient Philadelphie par ferry en 8 minutes.

## Les trains de marchandises
Au 27 octobre 1963, les différentes routes utilisées étaient les suivantes :
- Pavonia Yard - Atlantic City
- Pavonia Yard - Willamstown Jct
- Pavonia Yard - Ocean City
- Pavonia Yard - Millville
- Pavonia Yard - Salem
- Pavonia Yard - Glassboro
- Millville - Clayton
- Millville - Leesburg
- Glassboro - Bridgeton
- Cape May - Tuckahoe
- Pavonia Yard - Penns Grove
- Pavonia Yard – Pedricktown

## Les locomotives à vapeur
Les 21 locomotives à vapeur détenues par le Pennsylvania-Reading Seashore Lines (P-RSL) provenaient du West Jersey & Seashore Railroad (WJ&S), filiale du PRR.

### Les Class B, de type 0-6-0
Elles servaient pour les manœuvres.
- B-6sb
- B8

### Les Class E, de type 4-4-2
Ces Atlantic étaient affectées au service voyageur.
- E-3sb
- E6s

### Les Class H, de type 2-8-0
Ces Consolidation étaient utilisées pour le service marchandises.
- H-6sb
- H9s
- H10s

Comme le Consolidation Agreement avait décidé que le PRR Mechanical Deptartment superviserait l'équipement, le P-RSL ne prit possession d'aucune locomotive à vapeur de l'Atlantic City Railroad - Reading Company.
Par contre, en fonction des besoins, des locomotives à vapeur étaient louées auprès des deux sociétés mères du P-RSL, à savoir le Pennsylvania Railroad (PRR) le Reading Railroad (RDG).

## Les locomotives diesels
Les diesels du P-RSL étaient peintes en un vert si sombre qu'il semblait presque noir. Le nom officiel de ce vert était le DGLE (Dark Green Locomotive Enamel). Il était souvent référencé "Brunswick Green". Le châssis était peint en noir, appelé True Black.
En fonction des besoins, le P-RSL louait des diesels au Pennsylvania Railroad (PRR) et au Reading Railroad (RDG).

### Baldwin Locomotive Works
Le parc était composé des machines suivantes, selon la nomenclature du PRR:
- 6 DRS-4-4-1500 de classe BS-15ms
- 1 S-8 de classe BS-8
- 10 AS-16 de classe BS-16ms
- 5 S-12 de classe BS-12
- 2 AS-16 de classe BS-16m
- 4 AS-16 de classe BS-16ms
- 6 S-12 de classe BS-12m

### General Motors Electromotive Division (GM-EMD)
- 10 GP 38 de classe EF-20A

## Les voitures automotrices

### automotrices gaz-électrique
- Brill, modèle 250A
- Pullman/Brill, modèle 350B

### Budd Rail Diesel Car
- 12 Bud modèle RDC-1

## Voiture de voyageurs
Le P-RSL hérita des voitures du West Jersey & Seashore Railroad,:
- 71 voitures de voyageurs PRR-Type P-70 №'s 9865-9936 (acier, 44 sièges)
- 21 voitures mixtes (passagers/fret) PRR-Type PB-70 №'s 9938-9958 (acier, 40 sièges) 9959-9962 (acier, 40 sièges)
- 17 fourgons PRR-Type mail and baggage №'s 25 (steel underfame), 6403 (steel), 6428-6438 (steel), 9963-9966 (steel)

Des voitures additionnelles étaient louées en fonction des besoins auprès des sociétés mères, PRR et RDG, et quelquefois auprès du Central Railroad of New Jersey
Le PRSL ne possédait aucune des voitures P70 qui portaient son nom; elles étaient louées au WJ&S. Les voitures de voyageurs du PRSL étaient peintes en Tuscan Red (rouge brique).

## wagon de fret
Le P-RSL n'avait pas de wagon de marchandise.

## caboose
- 21 de classe ND
- 22 de classe N-5
- 3 de classe N-11E

## Le réseau

### La ligne principale
La Main Line (93 km), construite par le Camden and Atlantic Railroad (devenu West Jersey and Seashore Railroad), constituait la route principale pour les voyageurs désirant relier Philadelphie à Camden (via le Delair Bridge), et poursuivre jusqu'à Atlantic City et Cape May.
Le 3 avril 1964, le P-RSL vendit ses droits de circulation entre Camden et la gare de Kirkwood à Lindenwold au Delaware River Port Authority pour 2 150 000 $, afin qu'il construise la ligne à grande vitesse de la PATCO Line. Cette ligne reliant Philadelpie à Lindenwold (via le pont Benjamin-Franklin ouvrit le 15 février 1969. Les voyageurs doivent changer à Lindenwold pour prendre l'Atlantic City Line, propriété de la New Jersey Transit Company, conduisant à Atlantic City. Cette dernière compagnie exploite l'Atlantic City Express Service (ACES) permettant de relier la Penn Station à New York.
On peut ajouter que la PATCO Line permet aux voyageurs de rejoindre l'important réseau de la SEPTA (Régie des transports du sud-est de la Pennsylvanie).

### Les embranchements
- Millville

La Millville Branch fut construite par l'ancien West Jersey Railroad (devenu West Jersey and Seashore Railroad). Elle relie Camden via Woodbury et Glassboro à Millville. Elle fut électrifiée entre 1906 et 1949 en 650 V continu.
- Clementon

La Clementon Branch fut construite par l'ex-Philadelphia and Atlantic City Railway (devenu Atlantic City Railroad). Elle relie la Brown Tower de Camden via Clementon, New Jersey à Winslow Junction.
- Cape May

La Cape May Branch fut construite par l'ancien Seacoast Railroad (devenu Atlantic City Railroad). Elle va de Winslow Junction via Tuckahoe à Cape May.
- Ocean City

L'Ocean City Branch fut construite par l'ex-Ocean City Railroad (devenu Atlantic City Railroad). Elle relie Tuckahoe à Ocean City.
- Wildwood

La Wildwood Branch fut construite par l'ex-Wildwood and Delaware Bay Short Line Railroad (devenu Atlantic City Railroad). Elle va de Wildwood Junction à Wildwood.
- Penns Grove

La Penns Grove Branch fut construite par l'ex-Delaware River Railroad (devenu West Jersey and Seashore Railroad). Elle relie Woodbury à Penns Grove.

### Les lignes secondaires
- Manumuskin

La Manumuskin Secondary Track fut construite par l'ex-Cape May and Millville Railroad (devenu West Jersey and Seashore Railroad). Elle va de Millville à Manumuskin.
- Leesburg

La Leesburg Secondary Track fut construite par l'ex-Maurice River Railroad (devenu West Jersey and Seashore Railroad). Elle relie Manumuskin à Leesburg.
- Williamstown

La Williamstown Secondary Track fut construite par l'ex-Williamstown Railroad, rebaptisé Williamstown and Delaware River Railroad et devenu Atlantic City Railroad. Elle va de Glassboro à Williamstown.
- Grenloch

La Grenloch Secondary Track fut construite par l'ex-Camden, Gloucester & Mt Ephraim Railway, rachetée par le Camden County Railroad et devenu Atlantic City Railroad. Elle relie la Brown Tower de Camden à Grenloch. Son surnom est la "The Peanut Line."
- Deepwater Point

La Deepwater Point Secondary Track part de la fin de la Penns Grove Branch pour desservir la centrale thermique de Deepwater sur le bord du fleuve Delaware.
- Salem

La Salem Secondary Track fut construite par l'ex-Salem Railroad (devenu West Jersey and Seashore Railroad). Elle relie Woodbury à Salem.
- Woodbine

La Woodbine Secondary Track fut construite par l'ex-Cape May and Millville Railroad (devenu West Jersey and Seashore Railroad). Elle va de Woodbine à Woodbine Junction.
- Somers Point

The Somers Point Secondary Track
- Bridgeton

The Bridgeton Secondary Track
- Newfield

La Newfield Secondary Track fut construite par l'ex-West Jersey and Atlantic Railroad (devenu West Jersey and Seashore Railroad). Elle relie Mays Landing à Atlantic City. Elle fut un temps électrifiée en 600 V continu par un troisième rail.

## Les successeurs
- Cape May Seashore Lines (CMSL)
- Conrail Shared Assets Operations (CSAO)
- New Jersey Transit Rail Operations (NJT)
- PATCO Speedline (DRPA)
- SMS Rail Service (SLRS)
- Southern Railroad of New Jersey (SRNJ)
- Winchester and Western Railroad (WW)